# Andriy Zholdak
Andriy Zholdak (em ucraniano:  Андрій Жолдак, nascido em 18 de novembro de 1962) é um director de teatro ucraniano. De 2002 a 2005, ele foi o director do Teatro de Drama Ucraniano de Kharkiv, em Kharkiv. Em 2006, Zholdak mudou-se para a Alemanha e trabalhou no Theatre Oberhausen, Berliner Festspiele e Vienna Festival. Em 2004 recebeu o Prémio UNESCO de Artes Cénicas.